# Чорноморці (оперета)
Оперета «Чорноморці» – переробка драматичного твору Я. Г. Кухаренка «Чорноморський побит на Кубані між 1794 і 1796 роками» – написана М. П. Старицьким в 1872 році. Музику до неї створив М. В. Лисенко. 1872 року оперета вперше виставлялась у Києві, в приватному домі Товариством сценічних аматорів, організаторами якого були М. Старицький і М. Лисенко. Пізніше п’єса ввійшла в репертуар професійних театрів і йшла з великим успіхом. Виставляють її і в наш час.
Твір уперше надруковано окремою книжкою: Чорноморці, оперета в 3-х картинах. По Кухаренку скомпонував М. С, Київ, у друкарні В. І. Давиденко, 1877.
Текст оперети подається за виданням: М. П. Старицький, Драматичні твори, том III, М., 1910.
Кухаренко Яків Герасимович (1798 – 1862) – український письменник, автор драматичного твору «Чорноморський побит…» і кількох етнографічних оповідань. Служив офіцером у Чорноморському козацькому війську, а потім був наказним отаманом. В один із своїх приїздів у Петербург на початку 1840-х років познайомився і подружив з Т. Г. Шевченком, згодом листувався з чим. Шевченко присвятив Кухаренкові поему «Москалева криниця».
«Чорноморський побит на Кубані між 1794 і 1796 роками» Я. Г. Кухаренко написав 1836 року; вперше ця п’єса була надрукована в журналі «Основа», 1861, №№ 11 і 12.
Чорноморці – назва колишніх запорозьких козаків, які після зруйнування Запорозької Січі (1775) були об’єднані А. Головатим у Військо вірних козаків. 1788 р. ці козаки дістали назву Чорноморського козацького війська і 1790 р. були оселені на березі Чорного моря між Дністром і Бугом. Ця назва збереглась і після 1792 p., коли військо було переведене на Тамань. 1860 p. Чорноморське військо дістало назву Кубанського.